# 龙王镇 (宁陕县)
龙王镇，是中华人民共和国陕西省安康市宁陕县下辖的一个乡镇级行政单位。

## 行政区划
龙王镇下辖以下地区：
龙王社区、中华村、绿烟村、西沟村、中沟村、东沟村、渔洞村、棋盘村、河坪村、莲花村和永红村。